# Joseph Samson
Joseph Samson (født 6. oktober 1907 i København, død 13. februar 2000) var en dansk speditør og fondsstifter, som skabte en af Danmarks største speditørvirksomheder, Samson Transport.
Han var søn af grosserer Abraham Samson (død 1949) og hustru Doris f. Cohn (død 1951). Samson var ansat hos Emil Stephensens Eftf. i København 1924-34 (herunder også på ophold i England) og grundlagde eget transportfirma i 1934, men måtte som jøde i 1943 flygte til Sverige og ved hjemkomsten i 1945 begynde helt forfra med virksomheden. Joseph Samson ydede i en årrække en væsentlig indsats for at fremme samarbejdet mellem Danmark og Frankrig, både på det kulturelle, sproglige og kommercielle plan, og han blev i 1995 Ridder af Æreslegionen og i 1998 udnævnt til æresmedlem af Dansk-Fransk Handelsunion. Han var ved sin død i 2000 stadig medlem af virksomhedens bestyrelse.
Han var gift med biolog Dagmar Samson, født Friedman. I 1995 grundlagde ægteparret Samsons Fond.